# ۳۷۱ (میلادی)
۳۷۱ (میلادی) سیصد و هفتاد و یکمین سال تقویم میلادی است.

## زادگان
- والنتینیان دوم، امپراتور روم

## درگذشتگان
‎